# Стара джамия (Баница)
Старата джамия (на македонска литературна норма: Стара џамија) е недействащ мюсюлмански храм в струмишкото село Баница, Северна Македония.

## История
Старата джамия е разположена в центъра на селото. Тя е била част от комплекс, в който влизали и Мехмед ага хамам, днес в развалини, и теке, което в периода 1912 - 1918 година е разрушено до основи. Джамията функционира до 1955 година, когато турското население на Баница се изселва.
Годината на изграждане на джамията е неизвестна - не е запазен надпис над вратата, нито писмен документ. В преброяването от 1570 година обаче са записани Хаджи Дервиш имам, главен служител на всяка джамия и Мустафа Яхия мюезин. Начинът на градене и стилистичните особености на храма указват като дата края на XVI век, класическия период на османската архитектура и цялостно на османското изкуство.

## Архитектура
Храмът принадлежи към типа еднопрострони куполни джамии с трем на северната страна. Зидана е с равно поставени ред добре обработен камък и два реда тухли, като между всеки камък има поставена тухла. Това е стар византийски начин на градеж, широко употребяван от османските архитекти от ранноцариградската епоха. Храмът е покрит с тухлен купол с покрите от турски керемиди. Тремът на север е разрушен и вероятно също е бил покрит с купол на четири дървени колони, а може би е бил и странично затворен, тъй като входната фасада на джамията е измазана, а другите не са. В молитвеното пространство има полукръгъл михраб с пет реда сталактитна декорация. Минбарът не е запазен. На северната страна са остатъците от дървения махвил, чрез който е ставала връзката с минарето. От рисуваната украса е запазен фрагментарно само елемент от бордюра в синьо и охра, който обозначава прехода към купола. Осветлението е през прозоречни отвори, поставени в два реда по два на всяка от стените, освен на северната, където има само два в долната зона, а горните са зазидани. Долните прозорци отвътре се затварят с дървени капаци. Настилката е от квадратни мраморни плочи. Минарето е с височина съразмерна на джамията и е кръгло, а над шерефето - многоъгълно. Шерефето е украсено с три реда сталактити, които са във вид на висулки.
Архитектурата на храма се отличава с манастирския свод на покриване на молитвеното пространство. Самият свод не се подпира нито на пандантифи, нито на тромпи, а лежи направо на зидовете. Макар и османските архитекти да използват манастирските сводоне и полусводоне за покриване на хамами, безистени, медресета и кервансараи, те рядко се използват при джамиите и особено рядко за покриване на молитвеното пространство (харима). Манастирски свод на страничните пространства и михраба имаме в Мурадие джамия в Маниса (1586), Ферхадие джамия в Баня Лука (1579) и в Бурмали джамия в Скопие (1495), където молитвеното пространство е затворено с три паралено поставени полукръгли свода. Появата на манастирския свод в Баница е резултат на видантийско-ориенталските строителни традиции, използвани в Цариград и Одрин.